# Nicola Dal Santo
Nicola Dal Santo (Villafranca di Verona, Vèneto, 14 de novembre de 1988) fou un ciclista italià, professional des del 2012 fins al 2014.